# Alcibiade Diamandi
Alcibiade Diamandi sau Alcibiadi Diamandi , Alcibiades Diamandi sau Alkiviadis Diamandi (în greacă Αλκιβιάδης Διαμάντης) (pronunțat câteodată Diamanti sau Diamantis; n. 13 august 1893, Samarina, vilaietul Manastir, Imperiul Otoman – d. 9 iulie 1948, București, România) a fost un om politic aromân din Grecia, activ în timpul celui de al Doilea Război Mondial și în conexiune cu forțele militare italiene și România.
A fost un susținător al identității naționale a aromânilor din Balcani și un adversar al elenizării comunității aromâne din regiune, dar poziția sa de împotrivire contra statului grec și de colaborare cu ocupanții italieni a fost o piedică în concretizarea planurilor sale. În anul 1942 a plecat în România și după terminarea celui de-al Doilea Război Mondial, a fost condamnat de către Curtea Specială din Grecia la moarte ca trădător. A fost încarcerat în România de noul guvern comunist și a murit în anul 1948.

## Din Samarina la Roma, prin București
Diamandi s-a născut în Samarina (la peste 1.600 de metri: cel mai înalt sat din Grecia) într-o familie de negustori aromâni înstăriți. După ce a studiat la școala primară românească din Samarina, a continuat la liceul grecesc din Salonic (la acel moment încă parte a Imperiului Otoman). În ajunul Războaielor Balcanice din 1912 a plecat (ca mulți alți aromâni din Grecia) în România, unde s-a înscris în Academia Comercială din București, unde a și absolvit. Când România a intrat în primul Război Mondial, în 1916, Diamandi s-a oferit voluntar în serviciul militar, servind ca ofițer.
O legendă neverificată spune că ar fi fost trimis de armata română ca observator în Albania, aflată pe vremea aceea sub tutelă italiană și franceză. Fiind un fervent militant al cauzei Aromânilor din Grecia, el a cerut Aliaților și mai ales României să susțină pe lângă guvernul grec, pe atunci confruntat cu Schisma Națională, organizarea teritorială a comunității aromâne într-un «nomos» autonom. Acest plan a fost denumit mai târziu în bibliografii «Principatul Pindului» și a primit în mod clar un răspuns negativ din partea României, precum și de la Italieni, Grecia devenind la rândul ei o țară Aliată la data de 24 noiembrie 1916. Deși înainte al Doilea Război mondial nu reclama mai mult decât o autonomie teritorială locală în cadrul Greciei, Diamandi a căpătat printre Greci reputația de a fi un separatist, agent al României, și de altfel a devenit consul al României la Saranda, în Albania, în 1926. De acolo, el a plecat la Roma unde s-a implicat în mișcarea politică fascistă a lui Benito Mussolini.
La Roma, Diamandi a obținut de la ambasada României un pașaport românesc cu care a călătorit în Grecia ca străin, în timp ce serviciile elene de contraspionaj anchetau asupra sa. Potrivit autorului grec Stavros Anthemides, în 1927 a fost amnistiat de autoritățile grecești și ancheta căreia îi era supus a fost sistată.

## Anii din Atena
La scurt timp după aceasta, a ajuns în Atena ca vice-președinte al filialei locale a „Companiei Petroliere Naționale” din România, ca importator de petrol și de cherestea din România către Grecia și ca om de afaceri. Ca atare Diamandi a călătorit frecvent la Rodos (la momentul respectiv, posesie italiană), atrăgând din nou atenția serviciilor de contra-spionaj grecești. Guvernul grec îl bănuia că sub acoperirea de agent român susținător al emancipării aromânilor, ar fi fost de fapt un agent fascist italian. În timpul regimului lui Ioannis Metaxas, Diamandi a fost obiectul unui ordin de expulzare, dar fiind înstărit și cu relații, a reușit să evite exilul și să-și continuie activitățile.

## Al 2-lea Război Mondial: "Legiunea Romană"
Când a izbucnit războiul Greco-italian la sfârșitul lunii octombrie 1940, Diamandi se afla în Conița tocmai pe granița greco-albaneză (Albania fiind atunci protectorat italian). Italia i-a oferit gradul de Comandor iar el a servit ca traducător și asistent al maiorului general Alfredo Guzzoni. După înfrângerea inițială a Italiei, Diamandi, căutat de greci ca „trădător în timp de război”, a fost forțat să se refugieze în Tirana și s-a întors în Grecia odată cu armatele italiene cinci luni mai târziu, în primăvara anului 1941. Diamandi asistă atunci forțele italiene de ocupație, în timp ce promova ideea de autonomie teritorială a aromânilor din Grecia. Planul său era să obțină de la italieni înființarea unui „Stat Autonom al Pindului” (Αυτόνομον Κράτος της Πίνδου) sau „Stat Autonom Vlah” (Αυτόνομον Βλαχικόν Κράτος) în teritoriul dintre Epir, Tesalia și părți din Macedonia, care trebuia să constituie „Patria Aromânilor”, cunoscută și ca „Principat al Pindului” (nume inițial folosit pentru a se referi la evenimentele din Pind din August 1917). Adjunctul și mâna dreaptă a lui Diamandi a fost avocatul din Larisa Nicolae Matuși, în timp ce al treilea în ierarhie era Vasile Raputikas.
În iunie 1941, Diamandi și-a desfășurat activitatea între Grevena, Vlahoclisúra și Aminciu, înființând în zonă „Partidul Comunității Cuțo-Vlahe” (Κόμμα Κοινότητας Κουτσοβλάχων) care a făcut parte din „Uniunea Comunităților românești” (Ένωσις Ρουμανικών Κοινοτήτων). A întrunit mai apoi un parlament la Trikala, unde nu au fost adoptate legi, aromânii fiind în majoritate sceptici, nedorind să se opună vecinilor lor greci, iar italienii nefiind dornici de a modifica echilibrul politic din regiune.

## Un manifest aromân în Grecia ocupată
Pe 1 martie 1942, Diamandi a redactat un Manifest care a fost publicat în presa locală și republicat de către Stavros Anthemides în 1997 (în cartea sa despre Vlahii din Grecia). Manifestul a fost co-semnat de unii oameni de bază aromâni/vlahi din regiune, precum:
- Avocatul Nicolae Matuși
- Pr. Dima Tiutras
- Avocatul George Vasilakis
- Medicul Dr. George Frangos
- Pr. A. Beca
- Negustorul Gachi Papas
- Medicul Dr. Nicolae Mițivuna
- Prof. Dumitru Hagioglu
- Avocatul A. Kalometros
- Ing. Nicolae Telionis
- Vasile Țuțea
- Prof. Costea Niculescu
- Prof. Apostol Paste
- Dumitru Tahas
- Prof. Ștefan Coțea
- Prof. Dr. G. Condoiannis
- Dr. Caloiera
- Avocatul Pr. Apostol Hagi
- Giovanni Merțios de Neveska (al cărui fiu Nik. Arhivat în 31 decembrie 2005, la Wayback Machine. Merztios Arhivat în 31 decembrie 2005, la Wayback Machine., este un bine cunoscut autor aromân pro-grec din Grecia)
- Pericle Papas
- Prof. dr. Virgil Balamace (străbun a lui Nick Balamace, în prezent Secretar al Societății Farsarotul' în Statele Unite ale Americii)
- ing. S. Pelekis
- C. Pituli
- Dumitru Barbă.

Doi aromâni din Albania și Bulgaria, Vasile Bartolis și scriitorul din Samarina Zicu Araia, au aprobat de asemenea Manifestul lui Diamandi. În România, a fost co-semnat de George Murnu, profesor la Universitatea din București. Diamandi s-a deplasat la București, la scurt timp după ce s-a întâlnit cu Murnu, și împreună au fost primiți în audiență de conducătorul României din acel timp, mareșalul Ion Antonescu și de Ministrul de Externe Mihai Antonescu față de care au promovat „Principatul Pindului”, fără succes devreme ce Italienii nu erau favorabili proiectului. Opțiunea propusă de Diamandi era de a pune „Principatul” sub suveranitatea Coroanei României, ca stat liber asociat. O altă opțiune era de a pune Principatul sub suveranitatea italienească a Casei de Savoia. Niciuna din aceste opțiuni nu a fost realizată. În plin război împotriva URSS, România nu mai putea nici măcar finanța școlile românești din nordul Greciei.

## Refugiat în România
În cel de-al doilea an de ocupație italiană, au apărut în zonă gherile ale partizanilor Greci susținute de populația locală (inclusiv aromână) și de Aliați împotriva forțelor de ocupație Italo-germane. Căutat de partizani ca „trădător de țară”, Diamandi a trebuit să se refugieze în România. După ce comuniștii români au ajuns la putere, Diamandi a fost arestat de Securitate la data de 21 februarie 1948 și a murit în beciurile acesteia din București, câteva luni mai târziu, crud torturat de către securistul Mihail Dulgheru.
Nicolae Matuși a scăpat de răzbunarea partizanilor Greci, mai întâi la Atena, și apoi în România, pe când Vasile Raputikas a fost prins și executat prin împușcare în preajma Larisei, după care, cu o tăbliță pe care scria „trădător” pe el (προδότης), cadavrul a fost târât în urma unui cal sau măgar prin satele aromâne din Pind înainte de a fi îngropat într-un loc neidentificat.

## Terminologie
- Legiunea pe care a întrunit-o Diamandi și care a fost sub conducerea sa, făcea referire la o legiune a Imperiului Roman, anume Legiunea a V-a Macedonica care a fost succesiv cantonată și a luptat în Macedonia, Mesia și Dacia.
- Numele principalelor instituții plănuite și al „Principatului” proiectat s-au dat în aromână, greacă și italiană.